# Armin Engländer
Armin Engländer (* 25. Januar 1969 in Frankfurt am Main) ist ein deutscher Rechtswissenschaftler. Seit dem 1. Oktober 2014 ist er Lehrstuhlinhaber für Strafrecht, Strafprozessrecht, Rechtssoziologie und Rechtsphilosophie an der Ludwig-Maximilians-Universität München.

## Leben
Engländer studierte 1989/90 zunächst Politikwissenschaften an der Johann-Wolfgang-Goethe Universität in Frankfurt am Main. Von 1990 bis 1996 studierte er ebendort Rechtswissenschaft und absolvierte 1996 das Erste Juristische Staatsexamen. Im Anschluss war er Rechtsreferendar und legte 1999 das Zweite Juristische Staatsexamen ab.
In der Zeit von 1999 bis 2002 war Engländer als Wissenschaftlicher Mitarbeiter, von 2002 bis 2008 als Wissenschaftlicher Assistent und von 2008 bis 2009 als Akademischer Rat bei Michael Hettinger am Lehrstuhl für Strafrecht, Strafprozessrecht und Strafrechtsgeschichte an der Johannes Gutenberg-Universität Mainz beschäftigt. Im Jahr 2002 wurde er mit seiner Arbeit über die Frage „Diskurs als Rechtsquelle?“ bei Horst Dreier an der Julius-Maximilians-Universität Würzburg promoviert. 2008 habilitierte sich Engländer mit seiner Schrift „Grund und Grenzen der Nothilfe“ am Fachbereich Rechts- und Wirtschaftswissenschaften der Johannes Gutenberg-Universität Mainz und erhielt die venia legendi für Strafrecht, Strafprozessrecht, Rechtsphilosophie und Rechtstheorie.
Engländer erhielt im Jahr 2008 Rufe auf die Lehrstühle für Strafrecht und Strafprozessrecht in Trier und in Passau. Ab dem 1. April 2009 hatte Engländer als Nachfolger von Bernhard Haffke den Lehrstuhl für Strafrecht, Strafprozessrecht, Wirtschaftsstrafrecht und Rechtsphilosophie an der Juristischen Fakultät der Universität Passau inne. 2014 nahm Engländer einen Ruf an den Lehrstuhl für Strafrecht, Strafprozessrecht, Rechtsphilosophie und Rechtssoziologie an der Ludwig-Maximilians-Universität München an, wo er seit dem 1. Oktober 2014 lehrt und forscht.

## Politisches Engagement
Engländer ist Mitglied der CDU. Er war 16 Jahre Mitglied des Kreistags des Hochtaunuskreises, davon annähernd 10 Jahre lang Fraktionsvorsitzender.

## Forschungsschwerpunkte
Engländers akademische Schwerpunkte liegen insbesondere in den Themengebieten der Notwehr und Nothilfe, dem rechtfertigenden und entschuldigenden Notstand sowie den sonstigen Rechtfertigungs- und Entschuldigungsgründen. Daneben beschäftigt er sich im Rahmen der Rechtsphilosophie mit der Diskurstheorie des Rechts sowie mit der Rechtspositivismus/Naturrechtskontroverse. Er verfasste mehrere Lehrbücher und veröffentlichte Aufsätze sowie andere Publikationen. Seine Schriften wurden in das Russische und Japanische übersetzt.

## Veröffentlichungen (Auswahl)

### Monografien, Lehrbücher und Kommentierungen
- Diskurs als Rechtsquelle? – Zur Kritik der Diskurstheorie des Rechts (= Die Einheit der Gesellschaftswissenschaften. Band 125). Mohr Siebeck, Tübingen 2002 (Zugl. Dissertation Würzburg, 2001/2002).
- Grund und Grenzen der Nothilfe. Mohr Siebeck, Tübingen 2008 (Zugl. Habilitation Mainz, 2007/2008).
- Kommentierung zu §§ 32–35 (Notwehr und Notstand), §§ 223–231 (Straftaten gegen die körperliche Unversehrtheit) und § 340 StGB (Körperverletzung im Amt). In: Holger Matt, Joachim Renzikowski (Hrsg.): Strafgesetzbuch. Kommentar. 2. Auflage. Vahlen, München 2020, ISBN 978-3-8006-4981-5.

### Herausgeberschaften
- Mit Frauke Brosius-Gersdorf, Andreas Funke u. a.: Rechtskonflikte. Festschrift für Horst Dreier zum 70. Geburtstag. Mohr Siebeck, Tübingen 2024.

### Aufsätze und sonstige Beiträge in Sammelwerken und im Internet
- Examens-Repetitorium Strafprozessrecht. In: Unirep Jura – Auf den Punkt gebracht. 5., neu bearbeitete Auflage. C.F. Müller, Heidelberg 2011.
- Grundrechte als Kompensation diskursethischer Defizite? Kritische Anmerkungen zu Jürgen Habermas' Diskurstheorie des Rechts. In: Archiv für Rechts- und Sozialphilosophie. 1995, S. 482–495.
- Grundzüge des modernen Rechtspositivismus. In: Juristische Ausbildung. 2000, S. 113–118.
- Die Lehren vom Gesellschaftsvertrag. In: Juristische Ausbildung. 2002, S. 381–386.
- Rechtsbegründung durch aufgeklärtes Eigeninteresse. In: Juristische Schulung. 2002, S. 535–540.
- Moralische Richtigkeit als Bedingung der Rechtsgeltung? Eine erkenntnistheoretische Kritik. In: Archiv für Rechts- und Sozialphilosophie. 2004, S. 86–97 (Japanische Übersetzung: The Meiji Law Review. 2010, S. 303–329).
- Der Gefahrenzusammenhang bei der Körperverletzung mit Todesfolge. In: Goltdammer’s Archiv für Strafrecht. 2008, S. 669–685.
- Die Anwendung von § 34 StGB auf intrapersonale Interessenkollisionen. In: Goltdammer’s Archiv für Strafrecht. 2010, S. 15–26.
- Die Teilnahme an der Tötung auf Verlangen. Zugleich eine Kritik der Rspr. zur Systematik der Tötungsdelikte. In: Knut Amelung u. a. (Hrsg.): Festschrift für Volker Krey. Zum 70. Geburtstag am 9. Juli 2010. Stuttgart 2010, S. 71–80.
- Die Pflicht zur Notwehrhilfe. In: Manfred Heinrich u. a. (Hrsg.): Festschrift für Claus Roxin zum 80. Geburtstag. Berlin/New York 2011, S. 657–671.
- Der Rücktritt vom versuchten Unterlassungsdelikt durch bloßes Untätigbleiben. In: Juristenzeitung. 2012, S. 130–133.